# Phoenix-Center (Hamburg)
Das Phoenix-Center ist ein Einkaufszentrum im Hamburger Stadtteil Harburg zwischen Moorstraße, Seevekanal und Harburger Bahnhof. Es wurde am 29. September 2004  eröffnet und bietet auf 26.500 m² Verkaufsfläche Platz für 110 Geschäfte. Eigentümer sind die Deutsche EuroShop AG und das ECE Projektmanagement. Der Gebäude-Komplex umfasst zusätzlich noch 2.400 m² für Büros und Arztpraxen, hinzu kommen 1.600 Pkw-Stellplätze in einer Tiefgarage und auf Parkdecks. Seit März 2016 bietet die ehemalige Tiefgarage neue Verkaufsfläche und einen zusätzlichen Food Court.

## Geschichte
Nach der Übernahme der Harburger Phoenix AG durch die Continental AG und der anschließenden Verlagerung der Produktion wurde das Betriebsgelände in Harburg nicht mehr genutzt. Die letzten Gebäude wurden 2002 abgerissen und das Gelände verkauft.
Im Jahre 2001 fand ein Wettbewerb zur Fassadengestaltung des in der Planungsphase befindlichen Phoenix-Centers statt. Die Fassadengestaltung wurde dann von dem Architekturbüro Böge Lindner K2 übernommen. Das Shopping-Center entstand auf einem ehemaligen Fabrikgelände. Die Schalungen für den Betonbau wurden einerseits mit „großflächigen Umsetzeinheiten“ und andererseits mit Sondertischen für die teilweise geneigten Decken der anspruchsvollen Baugeometrie vorgenommen. Das Bauprojekt wurde von der  Arge Phoenix-Center (Hamburg), der Ed. Züblin AG (Stuttgart) als Generalunternehmer und der Doka GmbH (NL Berlin) für die Schalung durchgeführt.
Am 3. Februar 2004 fand das Richtfest statt und am 29. September 2004 wurde das Einkaufszentrum eröffnet.

## Architektur
Der Baukörper des Einkaufszentrums ist dreigeschossig und sein Grundriss ist parallelogrammartig, wobei im Inneren die Dreiecksform überwiegt, was auch unter dem Begriff „Triangel-Mall“ bekannt ist. Große Oberlichter erhellen das Innere. Für die äußere Gestaltung wurde eine Glasfassade gewählt.

## Bilder

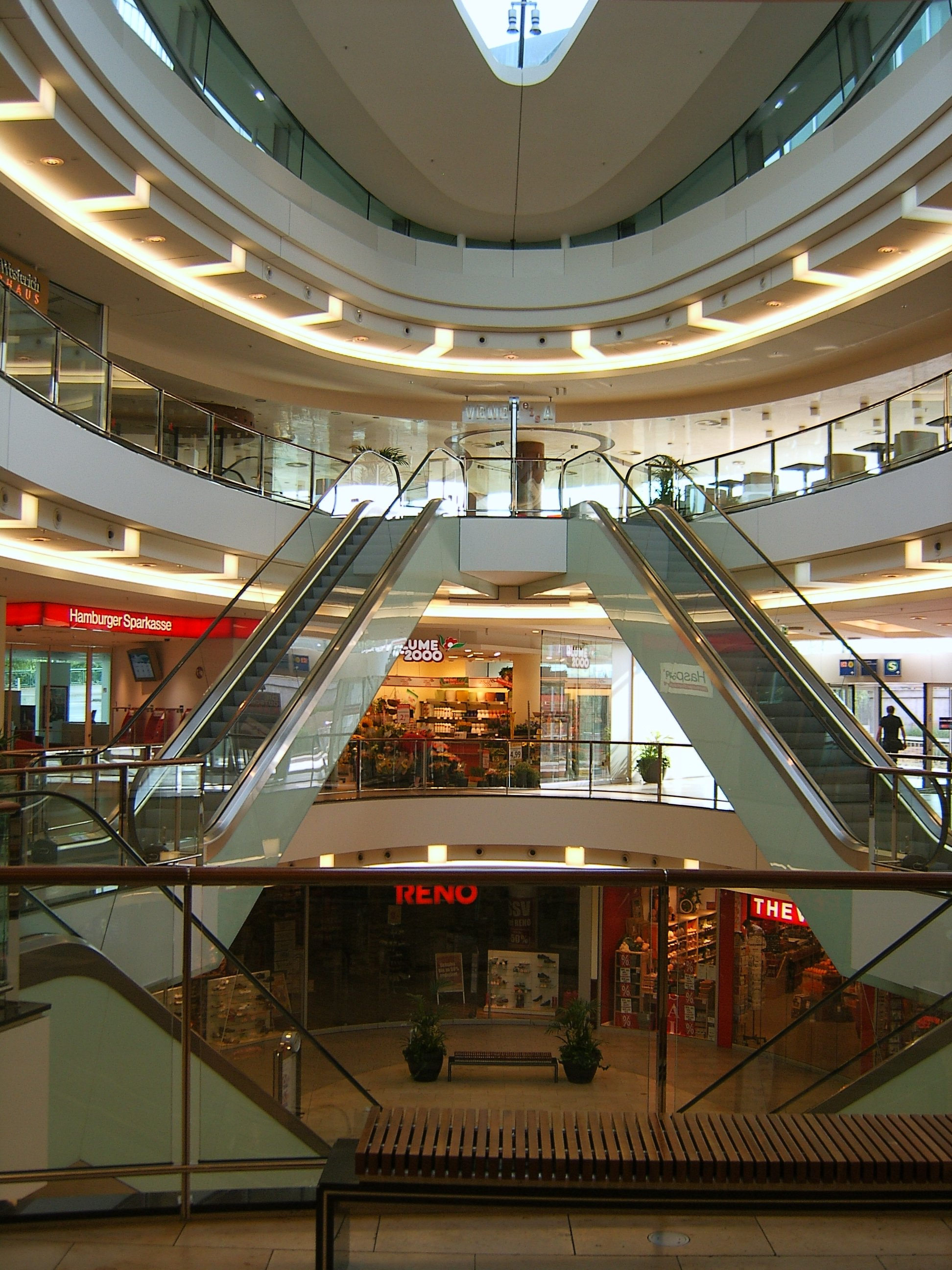
Phoenix-Center Innenansicht
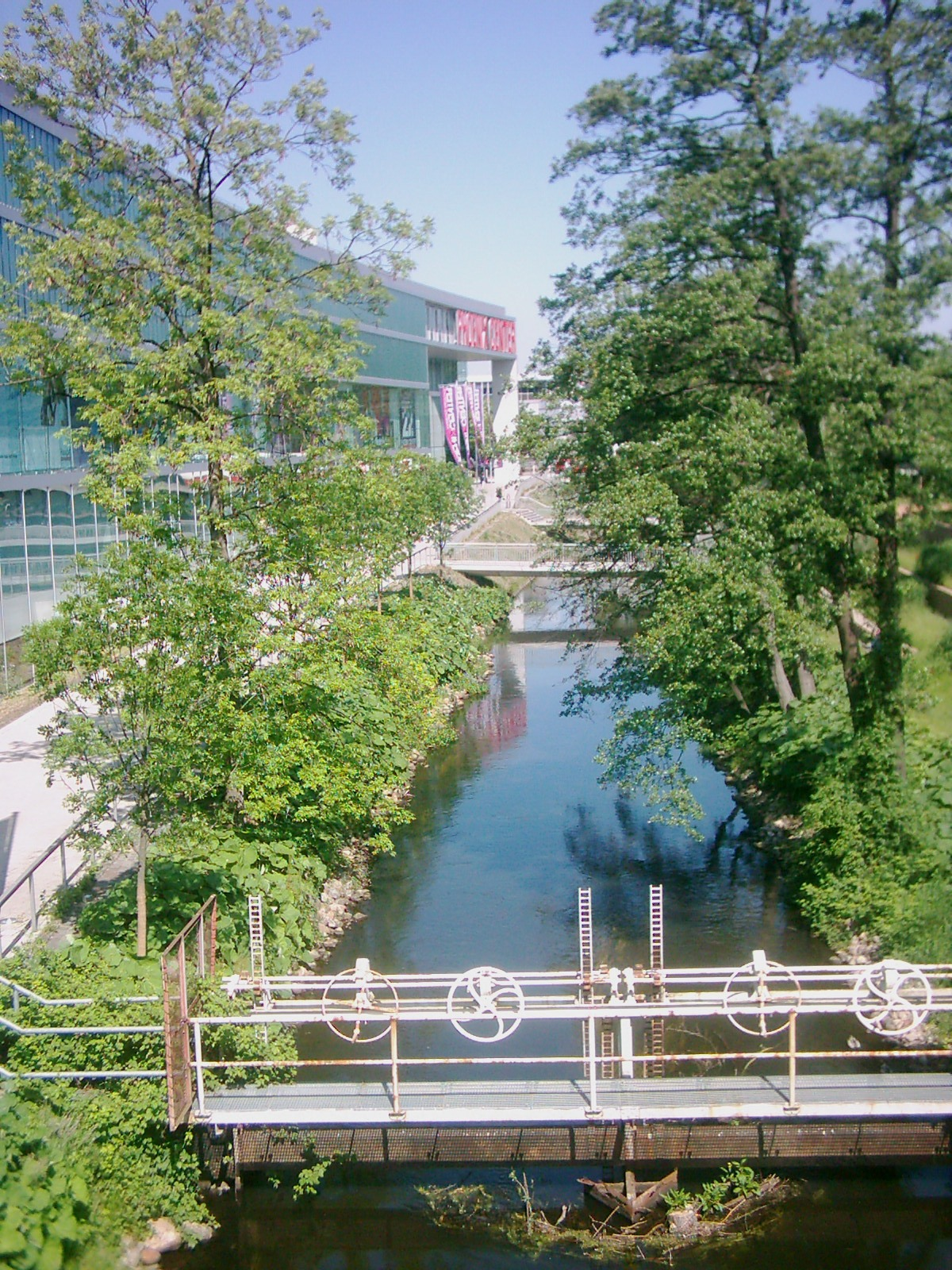
Seeve-Kanal und Phoenix-Center